# Temporada 2005-2006 del Club Joventut Badalona
La temporada 2005-2006 va ser la 67a temporada en actiu del Club Joventut Badalona des que va començar a competir de manera oficial. La Penya va disputar la seva 50a temporada a la màxima categoria del bàsquet espanyol. Va acabar la fase regular en la 4a posició, classificant-se per a disputar els play-offs pel títol, millorant la posició aconseguida a la temporada anterior. Aquesta temporada va guanyar la FIBA Eurocup i la Lliga Catalana.

## Resultats
FIBA Eurocup
El DKV Joventut va guanyar l'edició d'aquesta temporada de la FIBA Eurocup. La final es va celebrar a Kíev i el Club Joventut de Badalona va derrotar en la final a l'equip rus del Khimki per 88 a 63.
Lliga ACB
A la Lliga ACB finalitza la fase regular en la quarta posició de 18 equips participants, classificant-se per disputar els play-offs pel títol. En 34 partits disputats de la fase regular va obtenir un bagatge de 23 victòries i 11 derrotes, amb 2.834 punts a favor i 2.645 en contra (+189).
Play-offs
En els play-offs pel títol el DKV va eliminar el Gran Canària Dunas als quarts de final per la via ràpida (3-0), però va perdre a les semifinals davant l'Unicaja (3-2), qui acabaria enduent-se la competició.
Copa del Rei
A la edició de la Copa la Penya no va superar la primera ronda, al perdre amb el TAU Ceràmica (qui acabaria guanyant la copa) per 92 a 72.
Lliga Catalana
El Joventut va guanyar la Lliga Catalana celebrada a l'Olímpic en derrotar en la final al Winterthur Barça per 79 a 78.

## Fets destacats
2005
- 9 d'octubre: El Joventut guanya la Lliga Catalana en derrotar en la final al Winterthur Barça per 79 a 78.[4]

2006
- 10 d'abril: El Joventut guanya la FIBA Eurocup imposant-se a la final a l'equip rus del Khimki per 88 a 63.[1]

## Plantilla
La plantilla del Joventut aquesta temporada va ser la següent:
| Club Joventut Badalona: plantilla 2005-06 |                    |            |      |
| #                                         | Jugador            | Pos.       | A.   |
| 4                                         | Marcelinho Huertas | Base       | 1.91 |
| 5                                         | Rudy Fernández     | Aler       | 1.96 |
| 6                                         | Elmer Bennett      | Base       | 1.83 |
| 9                                         | Paco Vázquez       | Escorta    | 1.90 |
| 10                                        | Robert Archibald   | Pivot      | 2.12 |
| 11                                        | Lubos Barton       | Aler       | 2.02 |
| 15                                        | Álex Mumbrú        | Aler       | 2.02 |
| 20                                        | Dimitri Flis       | Aler pivot | 2.03 |
| 21                                        | Jesse Young        | Pivot      | 2.07 |
| 51                                        | Andrew Betts       | Pivot      | 2.17 |
| 99                                        | Randy Holcomb      | Aler       | 2.04 |

| Club Joventut Badalona: staff 2005-06 |                      |
| Nom                                   | Funció               |
| Aíto García Reneses                   | Entrenador           |
| Sito Alonso                           | Entrenador assistent |

| Jugadors del planter amb minuts al 1r equip |             |         |      |              |
| #                                           | Jugador     | Pos.    | A.   | Participació |
| 14                                          | Pau Ribas   | Escorta | 1.94 | 5 partits    |
| 24                                          | Henk Norel  | Pivot   | 2.12 | 3 partits    |
| 32                                          | Ricky Rubio | Base    | 1.89 | 19 partits   |

### Baixes
| Baixes a l'inici de temporada |            |
| Jugador                       | Pos.       |
| Venson Hamilton               | Pivot      |
| Carles Marco                  | Base       |
| Jamie Arnold                  | Aler pivot |
| Milan Gurovic                 | Aler       |
| Sean Lester Rooks             | Pivot      |

| Baixes durant la temporada |            |
| Jugador                    | Pos.       |
| Andre Turner               | Base       |
| Aloysius Anagonye          | Aler pivot |